# Карпов, Сергей Тимофеевич
Сергей Тимофеевич Карпов (15 июля 1907, Александров, Владимирская губерния — 21 ноября 1985, Карабаново, Владимирская область) — директор хлопчатобумажного комбината имени III интернационала Министерства лёгкой промышленности РСФСР, Карабаново Владимирской области. Герой Социалистического Труда (1971).

## Биография
Трудовую деятельность начал 15-летним подростком на фабрике имени Ф. И. Калинина в Александрове. Получил специальность помощника ткацкого мастера, позднее трудился сменным мастером. С 1928 года член ВКП(б). После окончания в 1933 году Ивановского хлопчатобумажного техникума работал сменным мастером, начальником цеха. С 1938 года — студент Ивановской промышленной академии имени Фрунзе, Ивановского текстильного института.
С 1942 года — начальник цеха, заместитель заведующего ткацким производством фабрики «Комавангард» в Собинке. Позднее — директор фабрики имени Ф. И. Калинина в Александрове (1943—1944), директор фабрики в посёлке Лакинский Владимирской области (1944—1947), директор хлопчатобумажного комбината имени III Интернационала (1947—1976).
За годы его руководства хлопчатобумажный комбинат стал передовым предприятием Александровского района и градообразующим производством города Карабаново. По инициативе Сергея Карпова в Карабанове были построены различные социальные и культурные объекты. В городе были построены новые детский сад и ясли, стадион, поликлиника, общежитие и реконструирован комбинатский профилакторий. До 1955 года в городе было сдано более 14 тысяч квадратных метров жилья. За годы Девятой пятилетки (1971—1975) новые квартиры получили 1224 семьи. Была произведена газификация города.
За годы Восьмой пятилетки (1966—1970) предприятие сменило производственную базу, в результате чего производительность труда увеличилась на 15 %. Комбинат выпускал до 183 миллионов метров хлопчатобумажных тканей. Объём производства составлял 102,4 миллионов рублей. Задания плана Восьмой пятилетки по производству хлопчатобумажных тканей были выполнены досрочно, к 23 ноябрю 1970 года.
В 1970 году досрочно выполнила личные социалистические обязательства и производственные задания Восьмой пятилетки (1966—1970). За годы этой пятилетки выработала сверх плана 48 тонн льноволокна.
Указом Президиума Верховного Совета СССР от 5 апреля 1971 года «за выдающиеся успехи в досрочном выполнении заданий пятилетнего плана и большой творческий вклад в развитие производства тканей, трикотажа, обуви, швейных изделий и другой продукции легкой промышленности» удостоена звания Героя Социалистического Труда с вручением ордена Ленина и золотой медали «Серп и Молот».
Во время Девятой пятилетки производственная база комбината насчитывала 110 тысяч веретен, 3200 ткацких станков, 15 печатных машин. В год выпускалось около 185 миллионов метров ткани.
Руководил комбинатом до выхода на пенсию в 1976 году. Проживал в Карабанове, где скончался в 1985 году; похоронен там же.

## Память
Его именем названа одна из улиц города Карабаново.

## Награды
- Герой Социалистического Труда
- Орден Ленина — дважды (09.06.1966; 1971)
- Почётный гражданин города Александрова (15.9.1976)[3]
- Почётный гражданин Карабанова (10.10.2007)[3]